# مايكل رادي
مايكل رادي (بالإنجليزية: Michael Rady)‏ هو ممثل أمريكي، ولد في 20 أغسطس 1981 بفيلادلفيا في الولايات المتحدة.

## أعمال

### أفلام
- (2006) الوصي[3]
- (2011) جيه إدغار

### مسلسلات
- جين العذراء
- نيويورك
- كاسل

## وصلات خارجية
- مايكل رادي على موقع IMDb (الإنجليزية)
- مايكل رادي على موقع ألو سيني (الفرنسية)
- مايكل رادي على موقع أول موفي (الإنجليزية)
- مايكل رادي على موقع قاعدة بيانات الأفلام السويدية (السويدية)
- مايكل رادي على موقع قاعدة بيانات الفيلم (الإنجليزية)
- مايكل رادي على موقع كينوبويسك (الروسية)